# Tom Leigh
Thomas „Tom“ Leigh (* 2. Februar 1875 in Derby; † 24. Januar 1914 ebenda) war ein englischer Fußballspieler.

## Karriere
Leigh spielte in der Reservemannschaft des First-Division-Klubs Derby County und verschiedene unterklassige Klubs in Derbyshire, bevor er 1896 in die Second Division zu Burton Swifts kam. Dort erzielte er in zweieinhalb Jahren 26 Tore in 72 Einsätzen und war in den Spielzeiten 1896/97 und 1897/98 bester Torschütze seines Teams. Im Januar 1899 wurde er zum ambitionierten Ligakonkurrenten New Brighton Tower transferiert, konnte sich dort aber nicht durchsetzen und kam in etwas über einem Jahr nur zu zwölf Einsätzen (4 Tore). Im März 1900 folgte ein weiterer Wechsel innerhalb der Liga zu Newton Heath.
Leigh, der die Angewohnheit hatte, Bälle oftmals zu fausten, anstatt zu köpfen, bestritt in der Saison 1900/01 als einziger Spieler von Newton Heath alle Saisonspiele und war mit 15 Treffern in der Liga mit Abstand bester Torschütze seines Teams. Obwohl die Heathens damit erstmals seit Henry Boyd in der Saison 1897/98 wieder über einen adäquaten Mittelstürmer verfügten, wurde er überraschenderweise am Saisonende nicht mehr weiterverpflichtet. Leigh setzte seine Laufbahn im Anschluss in der Southern League bei New Brompton und dem FC Brentford fort.